# Torcicollo congenito
Il torcicollo congenito o torcicollo miogeno congenito è una condizione malformativa con origine nella vita intrauterina.

## Eziologia

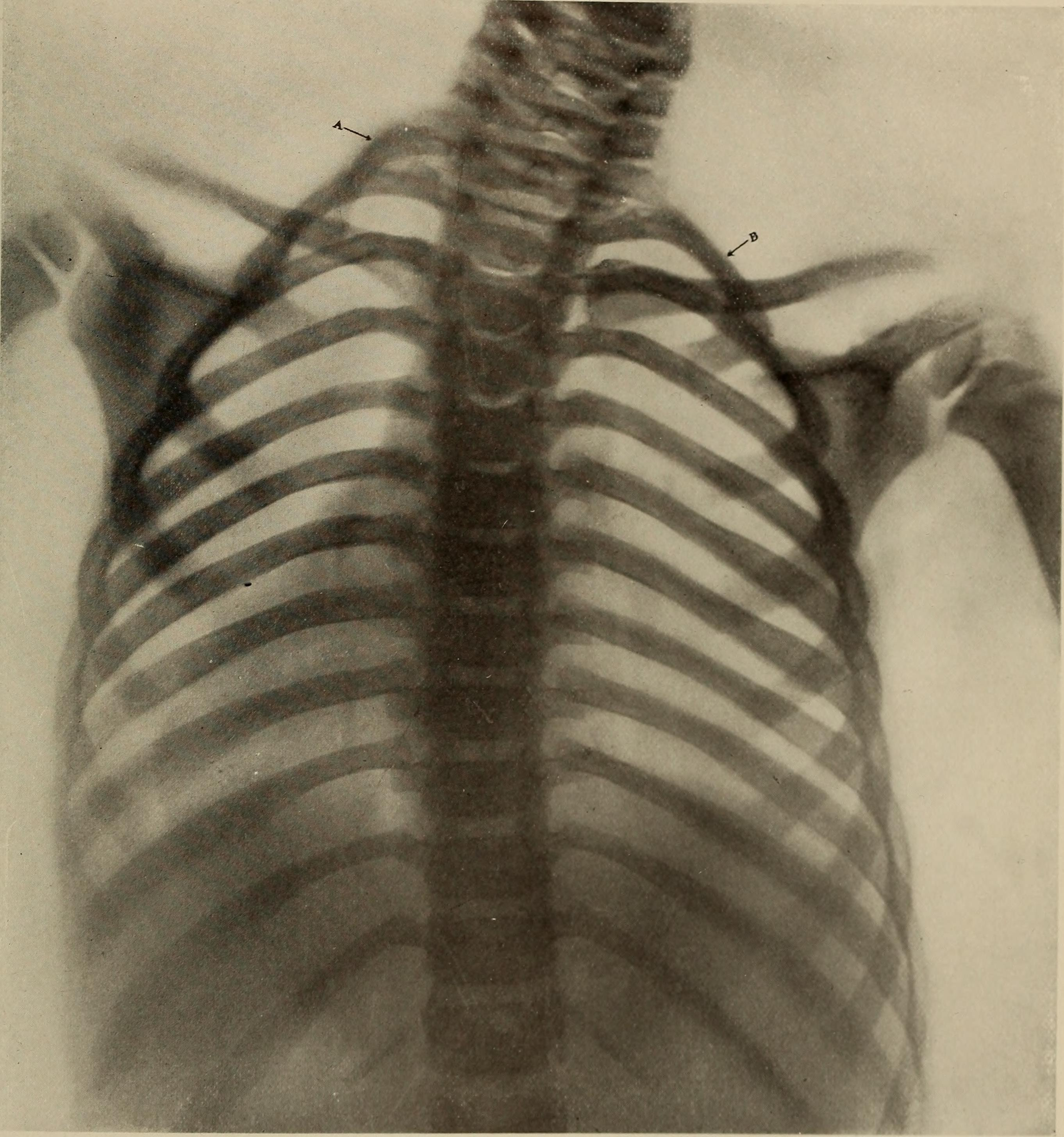
Radiografia (1910) di torcicollo congenito e costola eccedente in un bambino

La causa di tale malformazione è sconosciuta. La teoria più attendibile (teoria meccanica) fa risalire la malformazione a un'errata posizione del feto in utero e alla conseguente compressione dei vasi sanguigni che irrorano il muscolo sternocleidomastoideo. In assenza di sangue e quindi di ossigeno le cellule muscolari vanno incontro a un processo di necrosi, ossia di morte cellulare, e vengono sostituite da materiale fibroso. La fibrosi del muscolo provoca una retrazione e un accorciamento del muscolo colpito tanto che il caratteristico aspetto del neonato con torcicollo congenito è quello di inclinare la testa verso il lato malato e ruotarla nel lato opposto.
Spesso è accompagnato da un'asimmetria facciale e del cranio che si risolve con la crescita.
Altre teorie eziologiche hanno oggi minor credito:
- embrionaria: ipoplasia congenita del muscolo sternocleidomastoideo;
- infiammatoria: dovuta a gravidanze complicate da processi infiammatori;
- traumatica: retrazione fibrosa di ematomi generatisi nel corso di parto distocico dovuti a strumenti o manovre ostetriche.

## Terapia
Il trattamento di tale affezione è chirurgico e consiste nel sezionamento sia del capo sternale che clavicolare del muscolo sternocleidomastoideo e nella sezione dei foglietti di sdoppiamento della fascia cervicale superficiale. In alcuni casi risulta necessaria anche la sezione del capo mastoideo dello stesso muscolo.
Dopo l'intervento si applica un corsetto rigido con minerva e diadema con atteggiamento del capo in ipercorrezione (rotazione e inclinazione in senso opposto alla deformità) per 2 mesi e al termine il corsetto gessato viene sostituito da uno morbido per permettere la fase di fisioterapia e la rieducazione motoria. 

Altro presidio terapeutico consiste nell'uso di una ortesi al collo (il cosiddetto collare) che mantiene in posizione corretta la testa con la speranza di mobilizzare il più possibile il muscolo malato e permettere al soggetto un buon movimento.
Alternativa meno invasiva sul lattante per i casi meno importanti l'utilizzo di tutori che facciano dormire il bimbo di lato in modo da favorire l'inclinazione o la rotazione della testa per gravità, o di fisioterapia insegnata ai genitori e ripetuta 4-6 volte al giorno.